# Syd Barrett (album)
Syd Barrett je první výběrové album britského zpěváka a kytaristy Syda Barretta, jednoho ze zakládajících členů skupiny Pink Floyd. Album vyšlo na podzim roku 1974 (viz 1974 v hudbě).
Kompilace Syd Barrett se skládá z obou Barrettových sólových alb The Madcap Laughs a Barrett z roku 1970. Důvodem jejich opětovného vydání, tentokrát však v jednom balení, byl úspěch alba The Dark Side of the Moon, které Pink Floyd vydali v roce 1973. EMI současně se Syd Barrett vydalo i druhý boxset s názvem A Nice Pair tvořený prvními dvěma alby Pink Floyd, na kterých se Barrett podílel.
V USA se album Syd Barrett prodávalo pod názvem The Madcap Laughs/Barrett.

## Seznam skladeb
Všechny skladby napsal(i) Syd Barrett, vyjma té, kde jsou uvedeni autoři. 
| Disk 1 (The Madcap Laughs) | Disk 1 (The Madcap Laughs) | Disk 1 (The Madcap Laughs) | Disk 1 (The Madcap Laughs) |
| Pořadí                     | Název                      | Autor                      | Délka                      |
| -------------------------- | -------------------------- | -------------------------- | -------------------------- |
| 1.                         | Terrapin                   |                            | 5:04                       |
| 2.                         | No Good Trying             |                            | 3:26                       |
| 3.                         | Love You                   |                            | 2:30                       |
| 4.                         | No Man's Land              |                            | 3:03                       |
| 5.                         | Dark Globe                 |                            | 2:02                       |
| 6.                         | Here I Go                  |                            | 3:11                       |
| 7.                         | Octopus                    |                            | 3:47                       |
| 8.                         | Golden Hair                | Barrett, Joyce             | 1:59                       |
| 9.                         | Long Gone                  |                            | 2:50                       |
| 10.                        | She Took a Long Cold Look  |                            | 1:55                       |
| 11.                        | Feel                       |                            | 2:17                       |
| 12.                        | If It's in You             |                            | 2:26                       |
| 13.                        | Late Night                 |                            | 3:10                       |

| Disk 2 (Barrett) | Disk 2 (Barrett)          | Disk 2 (Barrett) | Disk 2 (Barrett) |
| Pořadí           | Název                     | Autor            | Délka            |
| ---------------- | ------------------------- | ---------------- | ---------------- |
| 1.               | Baby Lemonade             |                  | 4:10             |
| 2.               | Love Song                 |                  | 3:03             |
| 3.               | Dominoes                  |                  | 4:08             |
| 4.               | It Is Obvious             |                  | 2:59             |
| 5.               | Rats                      |                  | 3:00             |
| 6.               | Maisie                    |                  | 2:51             |
| 7.               | Gigolo Aunt               |                  | 5:46             |
| 8.               | Waving My Arms in the Air |                  | 2:09             |
| 9.               | I Never Lied to You       |                  | 1:50             |
| 10.              | Wined and Dined           |                  | 2:58             |
| 11.              | Wolfpack                  |                  | 3:41             |
| 12.              | Effervescing Elephant     |                  | 1:52             |
| Celková délka:   | Celková délka:            | Celková délka:   | 76:30            |